# Ал-Манар
„Ал-Манар“ (на арабски: المنــــار – „Ал-Манар“, в превод: фар) е телевизионен канал в Бейрут, финансиран от проиранската организация Хизбула.
Каналът излъчва от 1991 г. и се разпространява чрез сателит във всички арабски страни и в някои европейски страни. Според оценки около 50 милиона души са аудиторията на телевизията. Програмата на Ал-Манар залага на пропагандата на мюсюлманските цености и разпространяване на антиционистка и антиеврейска пропаганда.
Във Франция телевизията е забранена, поради което разпространяването на сигнала ѝ е прекратено от Eutelsat за района на Централна Европа. В страни като Германия телевизионият канал е приеман, но е обект на специално внимание от Германската служба за защита на Конституцията поради раздухването на етническа и верска омраза и нетърпимост.